# Johann Christian Daniel von Schreber
Johann Christian Daniel von Schreber (18. januar 1739 i Weissensee, Tyskland – 19. december 1810 i Erlangen) var en tysk læge og naturforsker.
Han blev kendt for mangesidig lærdom og som forfatter af videnskabelige værker indenfor botanik og zoologi. Han studerede medicin og naturvidenskab i Uppsala hvor han blev doctor medicinæ i 1760. Der mødte han også Carl von Linné og blev hans hengivne læredreng. I 1787 blev han medlem af Kungliga Vetenskapsakademien.
I Tyskland praktiserede von Schreber til at begynde som læge, derefter var han professor i medicin, botanik, naturhistorie, farmakologi og økonomi i Erlangen.
Inden for botanikken bliver autornavnet Schreb. brugt. Inden for zoologien bruges Schreber.